# ペレーの毛

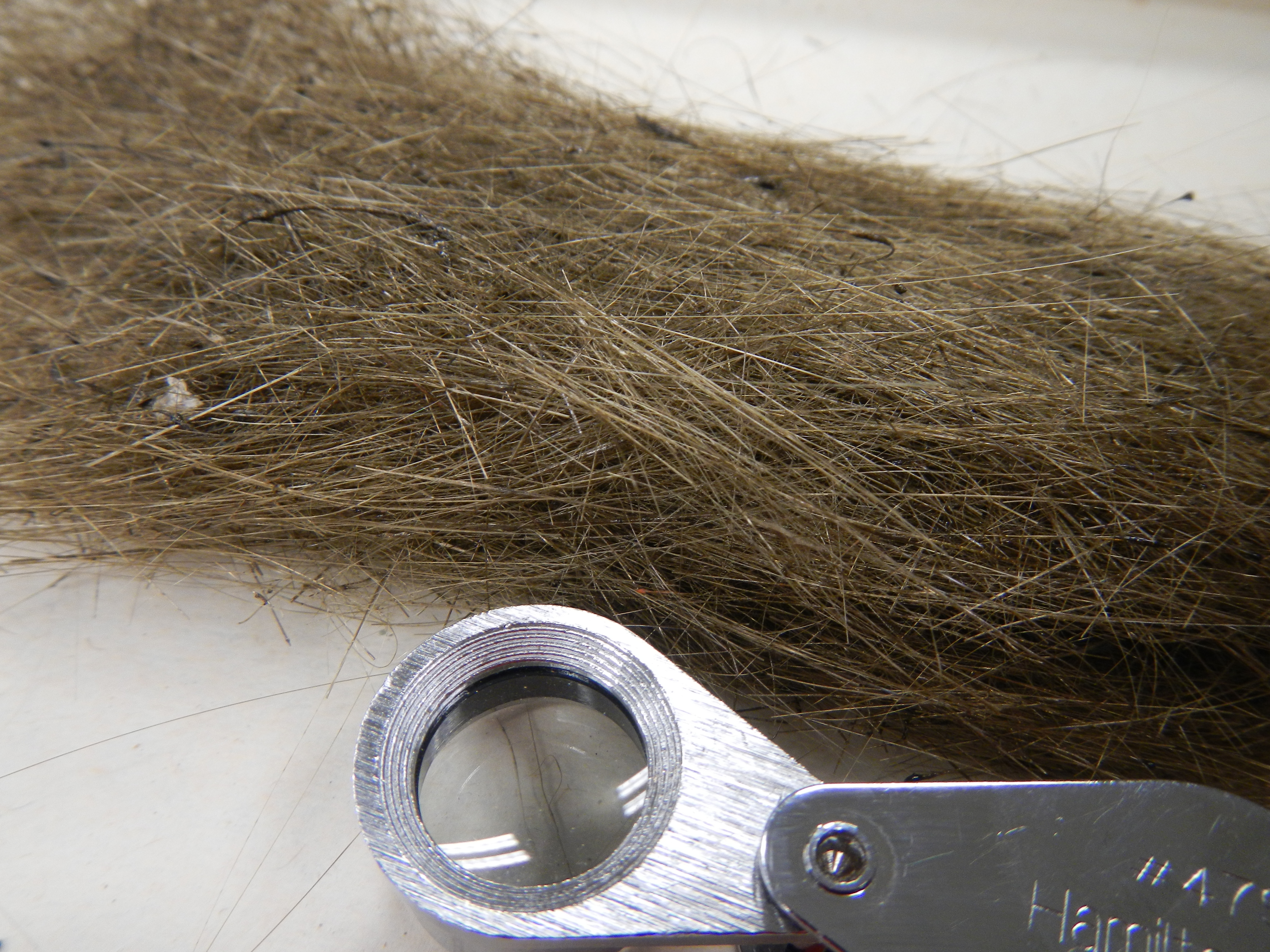
ペレーの毛

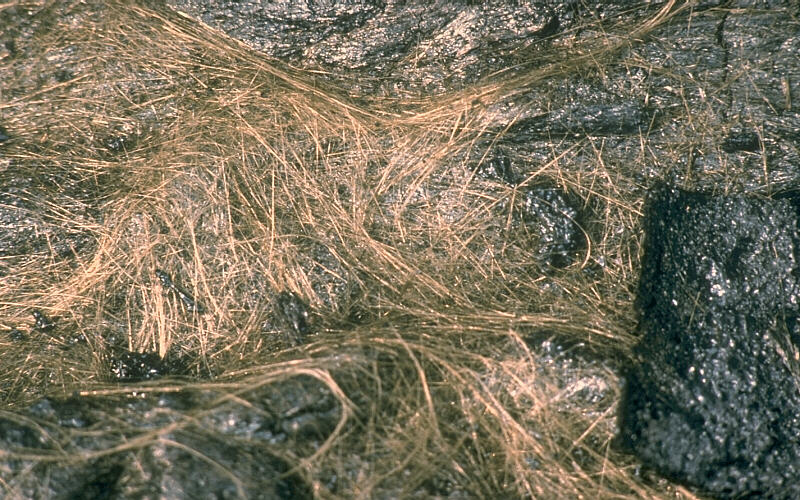
ペレーの毛（キラウエア）

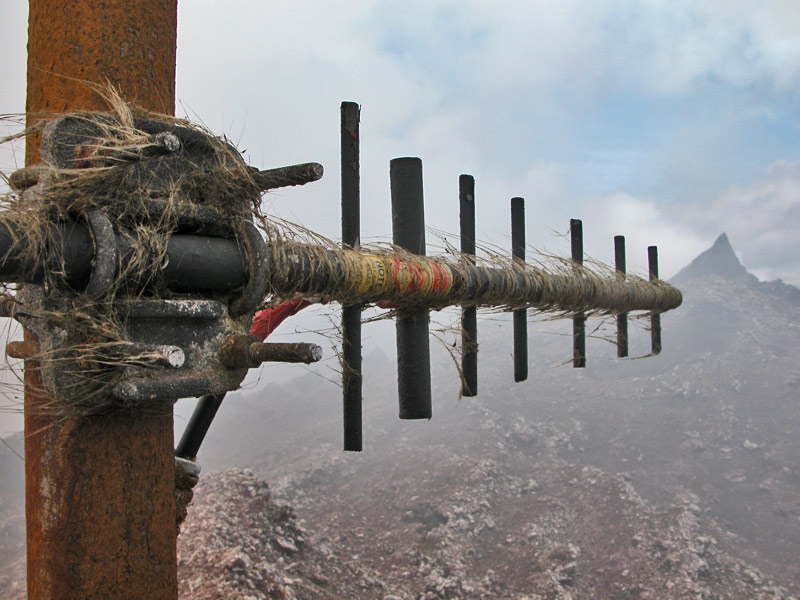
アンテナに引っ掛かったペレーの毛（キラウエア）

ペレーの毛（ペレーのけ、ハワイ語: lauoho o Pele、英: Pele's hair）とは、火山の爆発の際に、マグマの一部が吹き飛ばされ空中で急速冷却し髪の毛のようになったもののことを言う。非常に軽いため数キロメートル先まで風で運ばれる。ペレーの涙と同じように、火山噴出物の一つである。火山毛（かざんもう）ともいう。ペレはハワイに伝わる火山の女神のことで、語源はハワイ語のlauoho o Pele（ペレの頭髪）である。
おもに玄武岩質の火山ガラスからなる褐色の細い単繊維であり、典型的なものは断面が円形に近く、直径は0.5ミリメートルより細い。長さは最大2メートルにおよぶことがある。キラウエアに限らずニカラグアのマサヤ火山等でも知られる。
ペレーの毛の生成過程に似たメカニズムを用いて、人工的に玄武岩を溶融・紡糸した繊維はバサルトファイバーと呼ばれ、炭素繊維より安価でガラス繊維よりも物性・機械的性質に優れているため工業、建築などに用いられることもある。